# Yūki Uekusa
Yūki Uekusa (jap. 植草 裕樹 Uekusa Yūki; ur. 2 lipca 1982) – japoński piłkarz występujący na pozycji bramkarza. Obecnie występuje w Shimizu S-Pulse.

## Kariera klubowa
Od 2005 roku występował w klubach Kawasaki Frontale, Montedio Yamagata, Vissel Kobe, V-Varen Nagasaki i Shimizu S-Pulse.